# Авдотьино (Костромская область)
Авдотьино — деревня в Костромском районе Костромской области. Входит в состав муниципального образования Чернопенское сельское поселение. Находится в пригородной зоне Костромы.

## Географическое положение
Расположена на юго-западе региона, примерно в 15 км к югу от областного центра Костромы.

## История
С 30 декабря 2004 года Авдотьино входит в образованное муниципальное образование Чернопенское сельское поселение, согласно Закону Костромской области № 237-ЗКО.

## Население
| 2008 | 2010 | 2014 |
| ---- | ---- | ---- |
| 47   | ↘27  | ↗64  |

## Известные уроженцы, жители
7 июня 1940 года в деревне Авдотьино родился Валерий Александрович Леднев, советский и российский художник-живописец и педагог, народный художник Российской Федерации (1999), действительный член Российской академии художеств (2019).

## Инфраструктура
Личное подсобное хозяйство.
Школьники прикреплены к МОУ Чернопенская средняя общеобразовательная школа.

## Транспорт
Проходит федеральная трасса Р-132 «Золотое кольцо» (бывшая Р-600 «Кострома-Иваново»).
Остановка общественного транспорта «Авдотьино». Автобусы (на январь 2021) маршрутов 125, 127.